# بيتر ستانغ
بيتر جون ستانغ (بالألمانية: Peter J. Stang)‏ (ولد عام 1941) هو كيميائي ألماني أمريكي وأستاذ الكيمياء في جامعة يوتا. وكان رئيس تحرير مجلة الجمعية الكيميائية الأمريكية منذ عام 2002.

## السيرة الذاتية
بيتر ستانغ ولد في نورمبرغ في ألمانيا لأم ألمانية وأب هنغاري. عاش مرحلة المراهقة في هنغاريا. وأخذ دورات في الرياضيات والعلوم في المدرسة. وفي المنزل، فقد صنع البارود الأسود من مكونات في الصيدلية، وطوّر مؤشر الرقم الهيدروجيني من عصير الملفوف الأحمر الذي تطبخه والدته وتبيعه ل«زملائه الكيميائيين».
في عام 1956 عندما كان ستانغ في منتصف السنة الثانية في المدرسة الثانوية، فر مع عائلته من الغزو السوفيتي للمجر وهاجروا إلى شيكاغو. ولأنه لا يتحدث اللغة الإنجليزية، فقد فشل في التاريخ الأميركي واللغة الإنجليزية ولكنه حصل على درجات عليا في العلوم والرياضيات. شكك معلموه بأدائه وقدموا له اختبارا في الذكاء. وقد أحرز ستانغ 78 درجة في هذا الاختبار. وعلى الرغم من هذا فقد دخل ستانغ جامعة دي بول وحصل على درجة البكالوريوس في عام 1963. ثم حصل على درجة الدكتوراه في عام 1966 من جامعة كاليفورنيا في بيركلي.
بعد قضاء عام كباحث ما بعد الدكتوراه في معاهد الصحة الوطنية الأمريكية، حصل على زمالة في جامعة برنستون مع (بول سكلير) ثم دخل كلية الكيمياء في جامعة ولاية يوتا في عام 1969. أصبح عميد كلية العلوم في عام 1997، وأشرف على بناء مركز NMR في عام 2006. استقال من منصب عميد في عام 2007. وهو عضو في الأكاديمية الوطنية للعلوم. كان رئيس التحرير في مجلة الكيمياء العضوية من عام 2000 إلى عام 2001. في عام 2013 حصل على جائزة قلادة بريستلي من الجمعية الكيميائية الأمريكية.

## الجوائز والأوسمة
- قلادة بريستلي (2013).
- الميدالية الوطنية للعلوم (2010).
- جائزة الخدمة المتميزة من الجمعية الكيميائية الأمريكية، شعبة الكيمياء العضوية (2010).
- وسام قوطون للتميز في البحوث الكيميائية من الجمعية الكيميائية الأمريكية (2010).
- أستاذ فخري من معهد الكيمياء في بكين (2010).
- وسام فريد باسولو للبحوث المتميزة في الكيمياء غير العضوية (2009).
- عضو الأكاديمية الهنغارية للعلوم (2007).
- جائزة الجمعية الكيميائية الأمريكية للإبداع في الكيمياء (2007).
- جائزة لينوس باولينغ (2006).
- عضو الأكاديمية الصينية للعلوم (2006).
- زميل الأكاديمية الأمريكية للفنون والعلوم (2002).[11]
- عضو في الأكاديمية الوطنية للعلوم.
- جائزة الجمعية الكيميائية الأمريكية في كيمياء البترول، (2003)
- عضو مجلس الإدارة في الأكاديمية الأمريكية للفنون والعلوم (2003-2007).
- جائزة روبرت باري للتدريس (2000).
- جائزة التميز من جامعة ولاية يوتا (1995).
- جائزة يوتا في الكيمياء من الجمعية الكيميائية الأمريكية (1994).
- وسام ولاية يوتا للعلوم والتكنولوجيا (1993).
- الدكتوراه الفخرية في العلوم من جامعة الدولة في موسكو (1992).
- جائزة جيمس فلاك نوريس الكيمياء العضوية الفيزيائية (1998).
- باحث أول في برنامج فولبرايت، (1987-1988)
- جائزة جامعة يوتا للبحوث المتميزة (1987).
- زميل الأكاديمية الأمريكية للفنون والعلوم، زميل الجمعية اليابانية لتعزيز العلوم، (1985, 1998).
- زمالة لادي دافيس تخنيون، إسرائيل (1986, 1997).
- جائزة هومبولت «كبار علماء أمريكا» (1977, 1996, 2010).
- محرر مشارك في مجلة الجمعية الكيميائية الأمريكية (في الفترة 1982-1999).
- الوطنية العضوية ندوة التنفيذي (1985).